# Yadiel Rivera
Yadiel Rivera (né le 2 mai 1992 à Caguas, Porto Rico) est un joueur d'arrêt-court des Brewers de Milwaukee de la Ligue majeure de baseball.

## Carrière
Yadiel Rivera est repêché par les Brewers de Milwaukee au 9e tour de sélection en 2010. Il commence sa carrière professionnelle en ligues mineures dès 2010 avec un club affilié aux Brewers et atteint pour la première fois le niveau Triple-A en 2015. Joueur d'arrêt-court, Rivera est alors considéré le plus brillant joueur d'avant-champ défensif de l'organisation des Brewers,.
Les Brewers comptant déjà à Milwaukee sur un jeune arrêt-court, Jean Segura, ils envisagent de donner un essai à Rivera au troisième but, une position occupée par le vétéran Aramis Ramírez, finalement échangé en cours de saison 2015. C'est au troisième but que Rivera fait ses débuts dans le baseball majeur pour Milwaukee le 22 septembre 2015 face aux Cubs de Chicago.